# Helictotrichon polyneurum
Helictotrichon polyneurum là một loài thực vật có hoa trong họ Hòa thảo. Loài này được (Hook.f.) Henrard mô tả khoa học đầu tiên năm 1940.